# Stele des Schreibers Kawi
Die Stele des Schreibers Kawi aus dem Neuen Reich, 18. Dynastie um 1500 v. Chr. gehört zur ägyptischen Sammlung des Roemer- und Pelizaeus-Museum in Hildesheim. Gedenkstelen wie die des Kawi sind dem Gedächtnis ganzer Familien in mehreren Generationen gewidmet und enthalten Gebete an die Totengötter mit der Bitte um Gewährung von Totenopfern. Die gut erhaltene, reliefierte und bemalte Stele besteht aus Kalkstein und misst 52 × 32,3 × 6,7 cm. Reste der roten Körperbemalung der männlichen Figuren haben sich erhalten.

## Fundort
Die Stele des Kawi befand sich schon vor 1907 in der Sammlung von Wilhelm Pelizaeus in Kairo und wurde im ägyptischen Kunsthandel erworben. Das genaue Datum des Kaufes ist nicht belegt. Sie war Bestandteil der Schenkung von Wilhelm Pelizaeus an seine Heimatstadt Hildesheim im Jahr 1907. Stelen dieses Typs sind in Abydos gefunden worden, dem Hauptkultort des in der Opferformel genannten Totengottes Osiris. Die Stelen wurden dort in kleinen Kapellen und entlang der Prozessionsstraße aufgestellt, was den dargestellten oder genannten Personen eine unmittelbare Teilnahme an den Osirisfesten ermöglichte.

## Beschreibung
Die Stele des Schreibers Kawi ist sehr sorgfältig in einem flachen erhabenen Relief gearbeitet. Die Figuren heben sich klar vom geglätteten Untergrund der Bildfelder ab. Im Gegensatz dazu stehen die stellenweise sehr flüchtig eingeritzten Schriftzeichen des Opfergebets ganz unten auf der Stele und auf den Beischriften zu den Personen. Der oben abgerundete Stein ist in zwei Darstellungsfelder geteilt. Im oberen Bildabschnitt sitzen zwei Männer nebeneinander auf einem löwenfüßigen Stuhl. Hinter ihnen stehen in kleinerem Format ihre Frauen. Der vordere hält eine große Lotosblüte an seine Nase, um ihren belebenden Duft einzuatmen. Lotosblüten galten als ein Symbol der Regeneration. Vor den beiden sitzenden Männern steht ein niedriger mit Opfergaben belegter Opfertisch, über den ein als „der Schreiber Kawi“ bezeichneter Mann Weihwasser ausgießt, der im unteren Text auch als „Bruder“ des Opferempfängers bezeichnet wird. In der linken Hand hält er ein Räuchergerät. Im unteren Bildabschnitt ist es eine Frau, die räuchert und Wasser für vier Männer und zwei Frauen, die nebeneinander auf einer langen Bank mit Rückenlehne sitzen, spendet. Sie wird als „seine Tochter Amun-Mose“ bezeichnet, also die Tochter des Kawi. Der erste davon ist Kawi als Empfänger des Opfers. Er erquickt sich am Duft einer Lotosblüte. In seiner rechten Hand hält er einen Stoffstreifen, das sogenannte Zeugamulett. Ganz unten steht ein Opfergebet an Osiris, den Herrscher der Ewigkeit, den großen Gott, den Herrn von Abydos für den Schreiber Kawi. Über der Szene wird das Giebelfeld der Stele von zwei Udjat-Augen und einem Schen-Ring ausgefüllt, Symbolen des Schutzes und der Ewigkeit. Aus dem kurzen Opfergebet am Fuß der Stele geht hervor, dass der Schreiber Kawi diese Stele errichten ließ als „Bruder“ (d. h. Angehöriger) der dargestellten Personen, „um ihren Namen am Leben zu erhalten“. Obwohl die Personen nicht ausdrücklich in ihren Beischriften als Verwandte und Angehörige einer einzigen Familie bezeichnet werden, wird dies doch deutlich durch die liebevolle Geste, mit der sich alle gegenseitig umfassen. In dieser Form des Gedenkens sahen die Ägypter eine Möglichkeit des ewigen Lebens weit über den Bestand von Mumie und Grab hinaus. Solange ein Name ausgesprochen wird, bleibt sein Träger lebendig im Gedächtnis der Menschen.